# Брендон Гантер
Брендон Гантер (англ. Brandon Hunter; 24 листопада 1980 — 12 вересня 2023) — американський професійний баскетболіст, який виступав у клубах НБА «Бостон Селтікс» та «Орландо Меджик». Позиція — важкий форвард.
Гантер був обраний на драфті 2003 під 56 загальним номером клубом «Бостон Селтікс». За «Селтікс» Гантер відіграв 36 ігор, у середньому він набирав трохи більше 3 очок та 3 підбирань за гру.
У сезоні 2004-05 Гантер був гравцем «Меджик», за цей клуб він провів 31 гру.
Напередодні сезону Гантер підписав контракт з «Мілвокі Бакс», але він був звільнений ще до першої гри регулярної першості. У 2006 «Клівленд Кавальєрс» підписали з ним контракт, але і за цей клуб Гантер не зіграв жодної гри — його було звільнено у міжсезонні.